# Łożysko przodujące
Łożysko przodujące (łac. placenta praevia) – powikłanie ciąży polegające na nieprawidłowo niskim zagnieżdżeniu łożyska w macicy.

## Epidemiologia
Powikłanie stwierdza się w 0,1–1,0% wszystkich porodów. Jest jednym z najczęstszych powodów krwawień z dróg rodnych (pochwowych) w II i III trymestrze ciąży, odpowiadając za 22% krwotoków.

## Czynniki ryzyka
- przebyta ciąża z łożyskiem przodującym
- przebyte wyłyżeczkowanie macicy
- wielorództwo
- przebyte cesarskie cięcie (5%)[2]
- ciąża wielopłodowa
- ciąża powikłana wadami wrodzonymi płodu
- wady rozwojowe popłodu (łożysko błoniaste, pierścieniowate, okienkowate)
- zapłodnienie pozaustrojowe (in vitro)[3]

## Patogeneza
W zależności od stosunku łożyska do ujścia wewnętrznego szyjki macicy, wyróżnia się cztery podtypy łożyska przodującego:
- łożysko przodujące całkowicie (łac. placenta praevia totalis)
  - łożysko przodujące centralnie (łac. placenta praevia centralis)
- łożysko przodujące częściowo (łac. placenta praevia partialis)
- łożysko przodujące brzeżnie (łac. placenta praevia marginalis)
- łożysko przodujące bocznie (łac. placenta praevia lateralis).

## Objawy i przebieg
Głównym objawem jest nagłe krwawienie. Pierwsze (anonsujące) krwawienie jest zazwyczaj bezbolesne i mało obfite, najczęściej objawy występują w okolicach 34. tygodnia ciąży. Kolejne krwawienia są bardziej obfite, powodując znaczną utratę krwi. Objawy korelują ze stopniem przodowania jedynie w ograniczonym stopniu.
Łożysko przodujące jest czynnikiem ryzyka łożyska przyrośniętego.
Częściej współistnieje z nim położenie poprzeczne i ukośne oraz położenie podłużne miednicowe płodu. Innymi powikłaniami są immunizacja matki, naczynia przodujące, hipotrofia wewnątrzmaciczna (IUGR).

## Rozpoznanie
Podstawową metodą rozpoznania łożyska przodującego przy podejrzeniu tej patologii jest badanie ultrasonograficzne. Bezwzględnie przeciwwskazane jest badanie wewnętrzne narządu rodnego.
W ostatnim czasie wskazuje się na użyteczność rezonansu magnetycznego w obrazowaniu łożyska przodującego i jego stosunku do szyjki macicy.

### Rozpoznanie różnicowe
W diagnostyce różnicowej łożyska przodującego należy uwzględnić:
- przedwczesne oddzielenie łożyska
- krwawienie z naczyń błądzących
- pęknięcie macicy
- ciążę szyjkową
- pęknięcie zatoki brzeżnej łożyska
- rak szyjki macicy
- polip szyjki macicy
- pęknięcie żylaka pochwy.

## Postępowanie
W przypadku ciąży niedojrzałej przyjmuje się zazwyczaj postawę wyczekującą i wybiera postępowanie zachowawcze, na które składają się zalecenie leżenia i odpoczynku oraz, w razie potrzeby, tokoliza.
Gdy płód jest już dojrzały, postępowaniem z wyboru jest zakończenie ciąży przez cesarskie cięcie. 

## Klasyfikacja ICD10
| kod ICD10     | nazwa choroby                      |
| ------------- | ---------------------------------- |
| ICD-10: O44   | Łożysko przodujące                 |
| ICD-10: O44.0 | Łożysko przodujące, bez krwawienia |
| ICD-10: O44.1 | Łożysko przodujące, z krwawieniem  |